# Rubabandiera

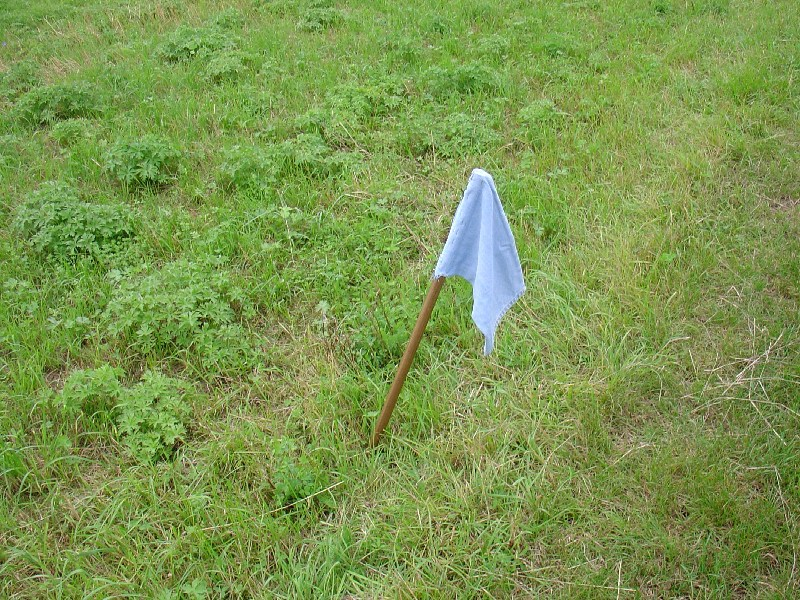
Una bandiera non raccolta.

Il rubabandiera, conosciuto anche come gioco del fazzoletto, è un gioco tradizionale per bambini che si fa all'aperto o in un ambiente abbastanza grande. Si gioca in due squadre con lo stesso numero di giocatori, più un'ulteriore persona, il porta-bandiera.

## Organizzazione dei giocatori e degli spazi
Si traccia una linea retta al centro del campo da gioco e altre due linee equidistanti e parallele alla linea tracciata per delimitare la casa delle due squadre. I giocatori di una squadra si allineano lungo la linea della propria casa, gli uni di fronte agli altri. A ogni giocatore viene assegnato un numero in ordine progressivo partendo da un estremo della fila (il primo giocatore sarà il numero 1, il giocatore di fianco a lui il numero 2 e così via).
Il porta-bandiera sta in piedi, a un estremo della linea di mezzeria, e tiene con la mano la bandiera, cioè un fazzoletto o qualcosa di simile, con il braccio teso in avanti.
A questo punto il porta-bandiera può chiamare un numero qualsiasi. Entrambi i giocatori delle due squadre corrispondenti al numero chiamato devono correre verso il porta-bandiera per rubare la bandiera, il che può avvenire in due modi: o afferrare la bandiera prima che lo faccia l'altro e arrivare all'interno della propria casa senza essere toccati dall'avversario, o, se non si riesce ad afferrare la bandiera per primo, toccare l'altro giocatore prima che arrivi nella sua casa. Alla squadra del giocatore che ruba la bandiera spetta il punto. Naturalmente non valgono contatti volontari violenti o in parti sensibili (testa, stomaco, ecc.)
Se per caso invece i giocatori afferrano contemporaneamente la bandiera il modo più comune per concludere il punto è annullarlo e procedere con un'altra chiamata; ma si usa anche far ritornare i giocatori dietro la linea della propria casa e ripetere il punto con gli stessi giocatori; oppure, ma questo accade molto raramente e soprattutto con dei giocatori non giovanissimi, cercare di strappare la bandiera dalle mani dell'avversario, in questo caso alla squadra del giocatore che rimane con la bandiera in mano viene assegnato direttamente il punto.
Una volta assegnato il punto, la bandiera torna al porta-bandiera, che potrà chiamare un altro numero.
Vince la squadra che accumula più punti.

## Varianti
Una variante per giocatori non troppo piccoli prevede che il porta-bandiera possa chiamare contemporaneamente più di un numero, ad esempio due o tre numeri. In questi il confronto non sarà uno a uno, ma la coppia, o il trio, di giocatori di una squadra contro la coppia, o il trio, di giocatori dell'altra squadra. Se vengono chiamati due numeri, prima di uscire dalla casa uno dei giocatori chiamati dovrà salire sulle spalle dell'altro, e così andare a rubare la bandiera. Se vengono chiamati tre numeri, due dei giocatori chiamati intrecciando le braccia creano una sedia sulla quale il terzo giocatore si potrà sedere.

## Videogiochi
In molti sparatutto in prima persona, ma anche in altre tipologie di videogiochi, è presente una modalità di gioco multiplayer chiamata Capture the Flag o CTF, letteralmente "cattura la bandiera". In genere lo scopo del gioco è quello di rubare la bandiera avversaria (o un oggetto simile) e di portarla nella propria base, segnando così un punto a favore della propria squadra. Essa è anche una modalità di gioco nel softair.